# 思佰益
思佰益（英語：SBI Holdings, Inc.，東證1部：8473、前港交所上市編號：6488）即SBI控股（SBI集团），是东京证券交易所一部上市公司，同时也是日本首家在香港上市的公司，中文名称“思佰益”。截至2013年9月末，SBI集团目前在全球拥有180家的子公司（包括在中国5家），其中6家在香港、日本、韩国上市，业务遍及北美、欧洲、南美、中东及东南亚各国。截止2013年9月，集团总资产达2.85万亿日元，资产管理规模为4,800亿日元。

## 历史
1999年4月  软银金融（Softbank Finance Corporation）成立。
1999年7月  软银投资（Softbank Investment Corporation）成立。
2000年12月  软银投资在大阪证券交易所Hercules市场上市。
2002年2月  软银投资在东京证券交易所一部上市。
2003年6月  软银投资与E*TRADE日本合并，E*TRADE证券成为软银投资子公司。
2005年7月  软银投资更名为SBI控股；控股公司的架构包含软银金融（Softbank Finance）、软银投资（Softbank Investment）、软银资产管理（Softbank Asset Management）以及其他软银集团内部与金融相关的业务和公司。
2006年8月  软银集团的股份完全退出，SBI控股成为独立的金融集团。
2011年4月  SBI控股在香港上市，成为首家在东京和香港两地同时上市的日本企业。
2012年2月  成立SBI中国区总部思佰益（中国）投资有限公司，并加大对中国区的投资力度。目前，SBI中国区负责人为李沛伦先生，李沛伦先生也是思佰益（中国）投资有限公司董事长兼法人代表。
2014年6月   SBI思佰億向香港聯交所申請退市
2021年3月8日，有媒体报道，SBI行政總裁北尾吉孝表示憂受港區國安法影響，計劃將公司業務撤出香港。3天后，北尾吉孝在媒体面前表示"對報道感到驚訝及遺憾，強調沒有正式就撤出香港作出任何討論，亦沒有任何正式的決定"。截至2021年11月30日，SBI思佰億仍未撤出香港。

## 概要
SBI集团是世界最大的综合网络金融集团之一及亚洲最大的风险投资、私募股权资产管理机构之一。
业务领域涉及网络证券、网络银行、网络保险、网络外汇保证金交易平台、私设交易系统等金融服务业务，以及公募基金、风险投资基金、私募股权基金、不动产基金等资产管理业务。
2013年9月末，集团拥有6家在香港、日本、韩国上市的公司。
2013年9月末，在全球拥有180家合并报表的子公司（包括在中国5家），业务遍及北美、欧洲、南美、中东及东南亚各国。
旗下基金主要投资于信息技术、生物医药、环境及能源等，2013年9月末，资产管理规模为4,800亿日元。
2013年9月末，SBI集团总资产已高达2.85万亿日元。

## 业务
SBI集团拥有资产管理业务、金融服务业务和生物技术三大支柱业务。
金融服务业务
集团在日本主要网络金融服务领域中独占鳌头，构建了证券、银行、保险三大核心业务的“三角经营”。SBI证券在日本网络券商用户数、交易成交金额、管理客户资产规模、IPO承销等均位列第一。SBI住信网络银行以最快的速度（开业起5年）突破存款余额3.1万亿日元，第三财年即实现全年盈利。SBI JAPANNEXT单日成交金额、成交量、成交种类均居日本PTS平台首位。此外，集团还创建SBI MONEY PLAZA金融服务业务平台，推进集团内外产品交叉销售，努力打造为“日本最大的金融产品批发商”。
资产管理业务
集团设立SBI INVESTMENT、SBI CAPITAL、SBI ASSET MANAGEMENT、SBIAIBC等基金管理公司，利用自有及募集资金投资于全球IT、生物科技、能源环保以及金融相关领域。在全球范围内已投资过928家企业，包括雅虎、阿里巴巴、网易等一批全球知名高成长企业。
生物科技业务
一直以来，在该领域进行风险投资的同时，SBI集团自身亦通过SBI Pharmaceuticals、SBI ALApromo、SBI Biotech等子公司参与生物技术相关业务。在研究、开发和销售健康食品及美容品的同时，积极在日美欧推进医药品的研究与申请多个领域的医药产品。在巴林、菲律宾等国家已取得健康食品注册许可，脑部肿瘤的术中诊断药已在欧洲27个国家销售。
思佰益於1999年成立，原是軟銀旗下的投資公司，後來思佰益於2006年脫離軟銀。2011年，思佰益在香港發行預託證券，成為繼淡水河谷後第二間發行香港預託證券的公司。
2012年4月，思佰益分拆SBI Mortgage於韓國交易所上市，集資約3.42億港元。
2012年12月，思佰益分拆網上商店結算業務SBI AXES於韓國交易所上市。
2013年2月14日思佰益(6488)指，落實共斥2,375億韩元(約16.9億港元)增持韓國最大的儲蓄銀行，韓國現代瑞士儲蓄銀行股權，當中前者持股權由20.9%，升至89.4%，連同後者所持股權將增至94%
除釜山及慶尚道外於韓國全國擁有營業網絡，以總信貸餘額計算佔儲蓄銀行市場超過 11%的佔有率。
2014年3月，思佰益宣布因其香港預託證券交投稀疏，決定撤銷在港上市。
2017年2月，思佰益旗下外匯孖展經紀佰益匯在香港正式營業。

## 外部連結
- SBIホールディングス （页面存档备份，存于）